# Klaus Becker (Musiker)
Klaus Becker (* 22. Juni 1953 in Köln; † 11. Januar 2024) war ein deutscher Oboist und Professor an der Hochschule für Musik und Theater Hannover.

## Leben
Von 1970 bis 1974 studierte Klaus Becker bei Helmut Hucke an der Musikhochschule Köln. Zu seinen späteren Lehrern gehörten Helmut Winschermann und Heinz Holliger. Bereits mit 18 Jahren wurde er von Günter Wand zum Solo-Oboisten des Kölner Gürzenich-Orchesters berufen. Von 1986 bis 1990 war er als Solo-Oboist im Symphonieorchester des Bayerischen Rundfunks unter Sir Colin Davis tätig.
1978 gründete Klaus Becker das Linos-Ensemble, das seitdem als gemischtes Kammer-Ensemble weltweit konzertierte. Mehr als 30 CDs dokumentieren seine Schaffenskraft, unter anderem die Einspielungen der Oboenkonzerte von Bernd Alois Zimmermann, Hans Werner Henze und Witold Lutosławski. 
Seit 1990 war Klaus Becker Professor für Oboe an der Hochschule für Musik und Theater Hannover. Seine Methode der ausgeglichenen Tongebung durch eine flexibel eingesetzte Bläserstütze hat eine ganze Generation von Studierenden geprägt. Mehr als 35 seiner ehemaligen Studenten sind mittlerweile an exzellenten Positionen europäischer Orchester tätig.
Klaus Becker war mit der Pianistin Christiane Frucht verheiratet; ihr Sohn ist Julian Emanuel Becker.